# Gopura

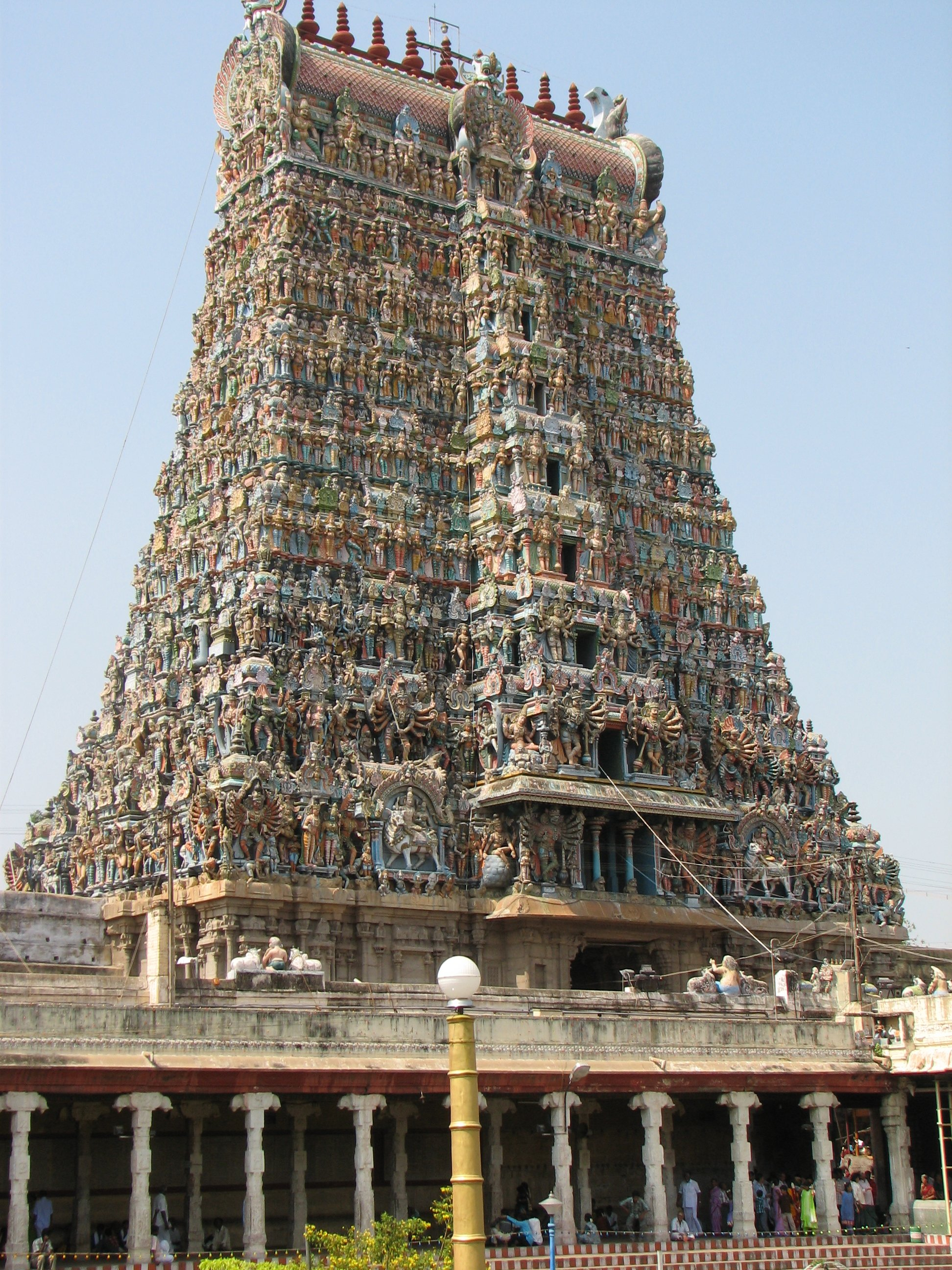
Gopuram du temple de Minakshi à Madurai en Inde.

Dans l'architecture des temples hindouistes, un gopura (gopuram en Inde du Sud, gapura en Indonésie) est une construction par laquelle on pénètre dans les enceintes successives d'un temple.
En Inde, les gopuras sont typiques de l'architecture dravidienne de l'Inde du Sud. Ce sont des tours monumentales très richement décorées. 
Le nom vient, selon certains, de deux mots tamouls : கோ (Kō=roi) et புறம் (puram=extérieur) 
Les enceintes des temples sont généralement orientées est-ouest avec une entrée, située à l'est. Toutefois, certains temples sont orientés avec l'entrée à l'ouest. C'est le cas, au Cambodge, d'Angkor Vat et du Vat Athvéa.
Un gopura est situé au milieu d'un côté de l'enceinte et orienté vers un point cardinal. Il y a souvent un gopura sur chacun des quatre côtés de l'enceinte. On trouve cet ensemble de 4 gopuras (un par côté) sur chacune des enceintes successives du temple avant d'atteindre le sanctuaire proprement dit.
On peut trouver l'origine des gopuras aux premières structures construites par la dynastie Pallava. Au XIIe siècle, sous la dynastie Pandya, ils devinrent la caractéristique la plus visible de ces temples.

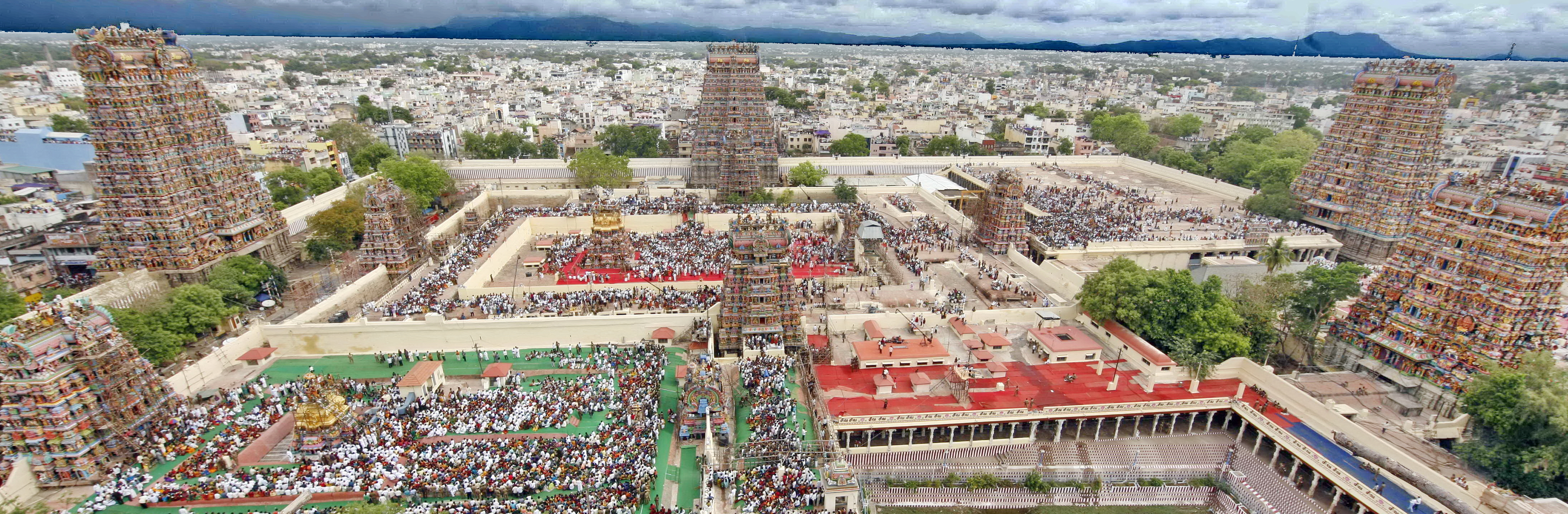
Vue d'ensemble du temple de Mînâkshî avec ses gopuras.

## Signification
Avec le temps et sous cette dynastie Pandya, les gopuras se firent de plus en plus hauts, ceux des enceintes extérieures plus hauts que celles des enceintes intérieures. Le sanctuaire lui-même, coiffé par un vimana, est de taille de plus en plus réduite, même s'il est parfois très décoré avec des motifs dorés. Entre les deux, des salles (mandapa) hébergent les activités nécessaires au temple.
C'est une image de l'hindouisme avec un monde des dieux très visible symbolisé par ces tours monumentales et leur profusion de décorations, statues de dieux, d'épisodes de la mythologie et d'ornements. À l'inverse, le sanctuaire symbolise le Brahman non manifesté par ses petites dimensions et sa discrétion .
Cependant, on trouve quelques temples de ce style où la tour centrale du sanctuaire est l'élément essentiel. C'est par exemple le cas du temple Venkateswara à Tirumala, près de Tirupati dans l'Andhra Pradesh.

## Détails architecturaux

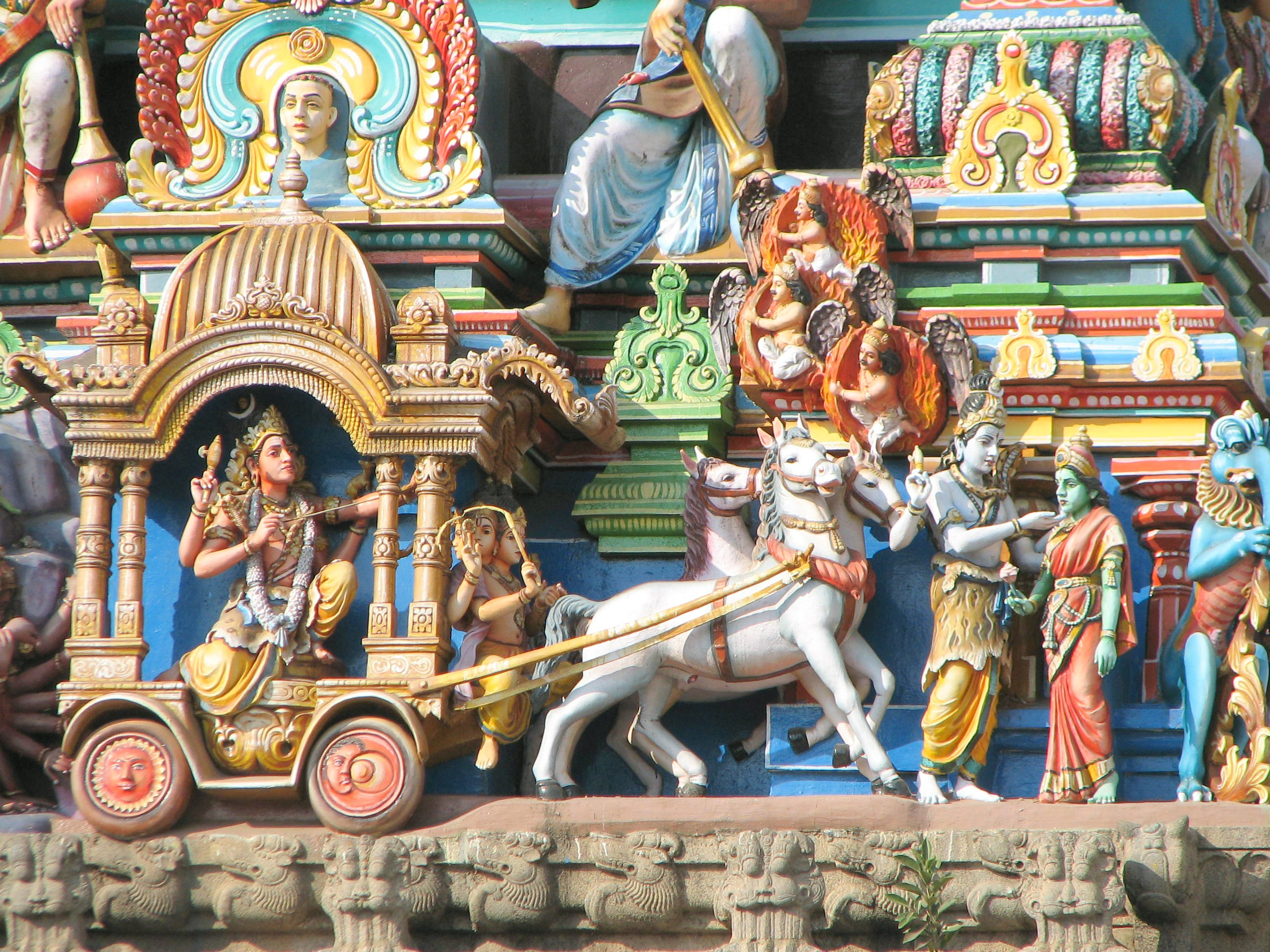
Detail d'un gopuram d'un temple de Madras

Un gopuram est de plan rectangulaire avec des portes en bois, souvent richement décorées, offrant un accès. Ils sont en forme de pyramide avec plusieurs étages de plus en plus petits. Habituellement, le dernier étage est en forme de berceau. Au sommet se trouvent plusieurs pierres en forme de bulbes dénommées kalasam, et toujours en nombre impair.

## Les plus hauts gopuras
- Le Rajagopuram (roi des gopuras) du temple de Shiva à Murudeshwara (en) dans le Karnataka (construit en 2007) atteint 75 m de haut avec 20 étages. C'est le plus haut gopura du monde.[réf. nécessaire]
- Le gopura du temple de Sri Ranganathaswamy à Srirangam vient ensuite. Construit en 1987 dans un temple construit du XIVe siècle au XVIIe siècle, il atteint 73 m de haut avec onze étages.
- Le temple de Mînâkshî, construit de 1560 à 1660 à Madurai, est célèbre pour ses grandes dimensions et ses quatorze gopuras. Les plus hauts atteignent 52 m de haut.

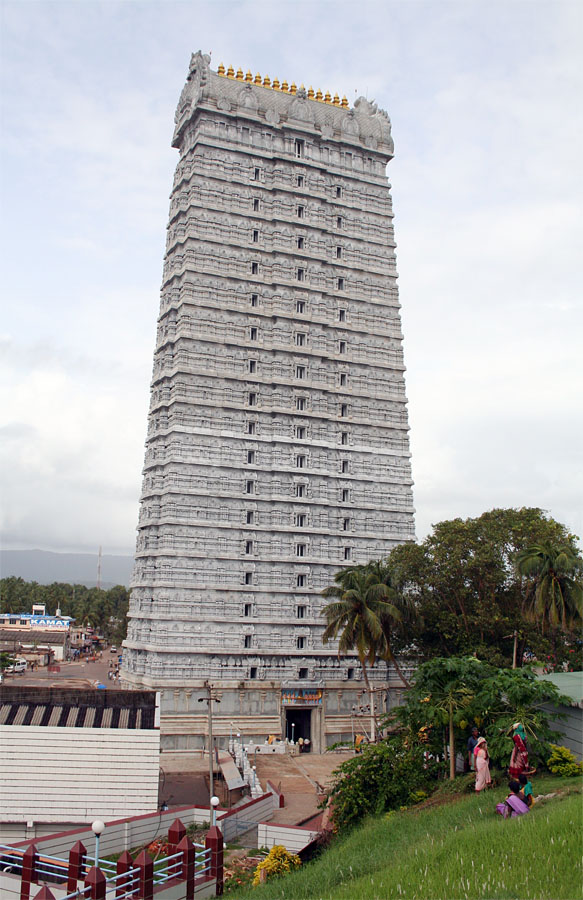
Gopura du temple de Shiva à Murudeshwara
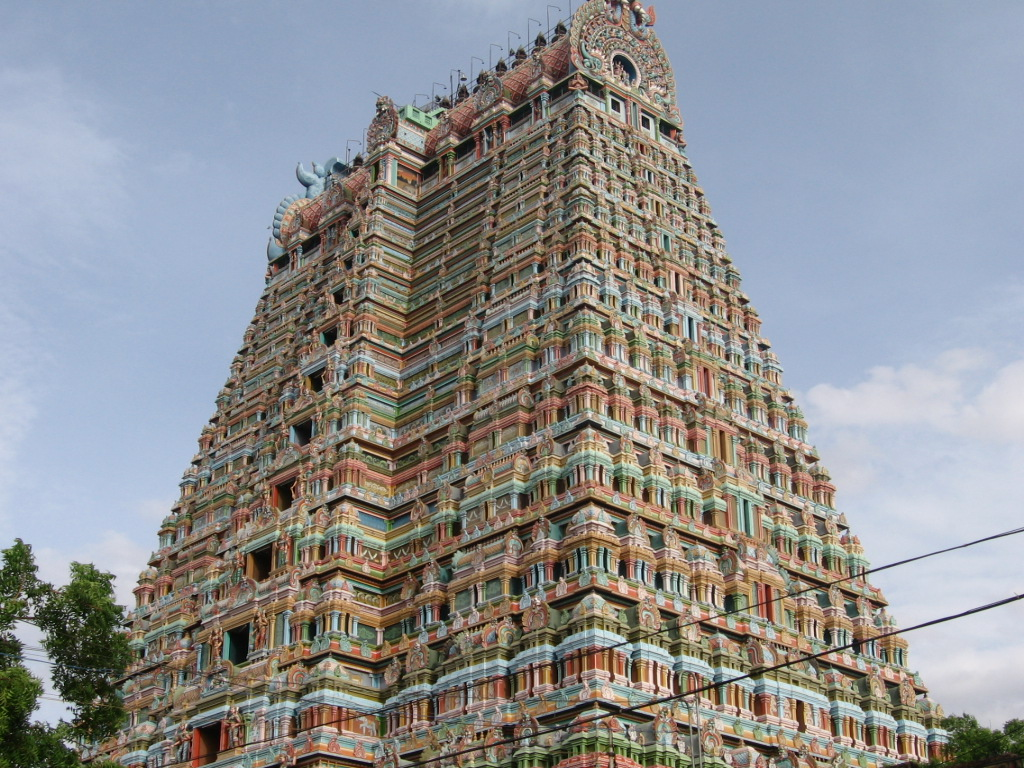
Gopura du temple de Sri Ranganathaswamy
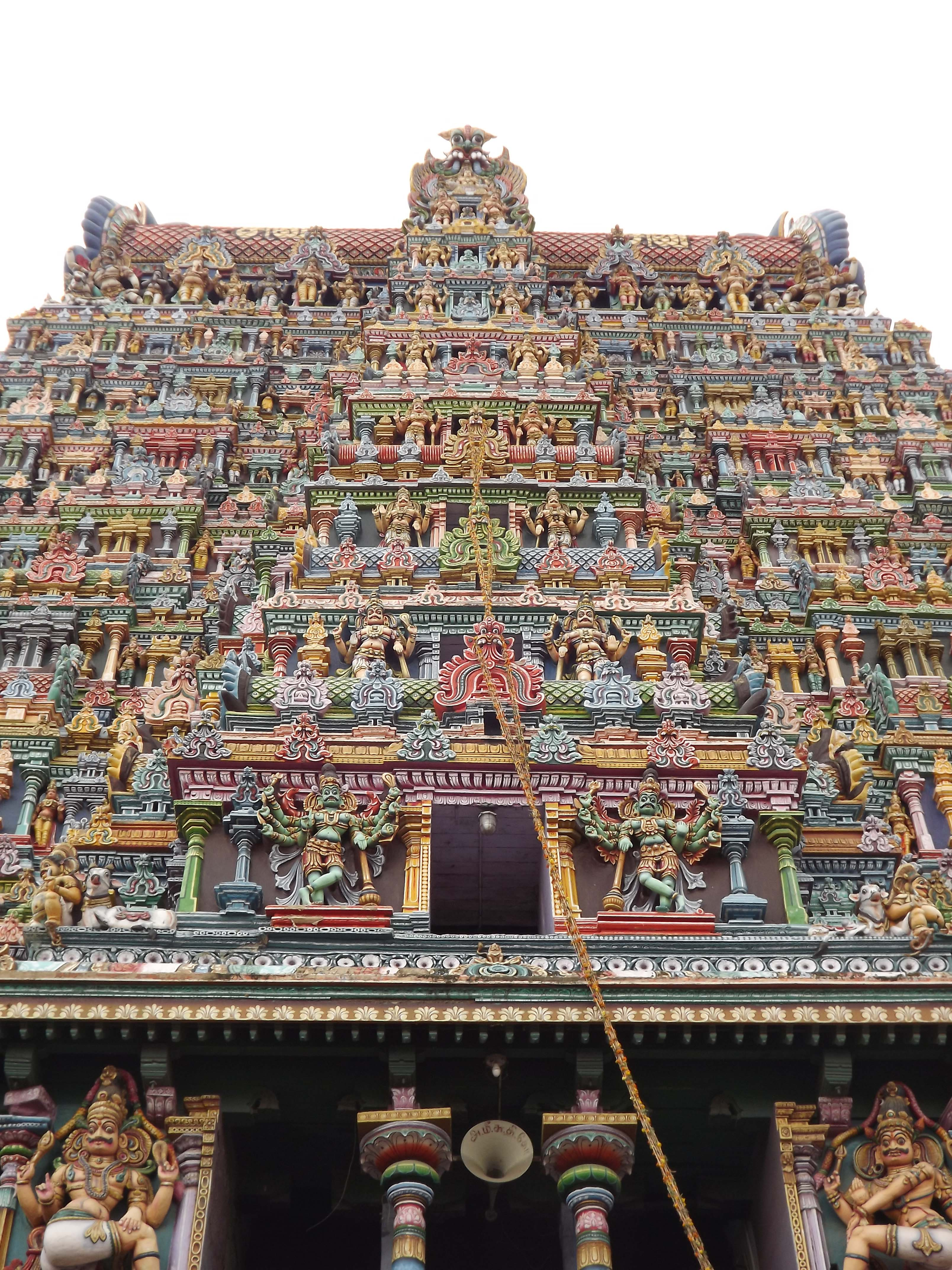
Gopura du temple de Minakshi

## Gopuras du Sud-est asiatique
On trouve de nombreux gopuras dans les temples hindous des pays du sud-est asiatique.

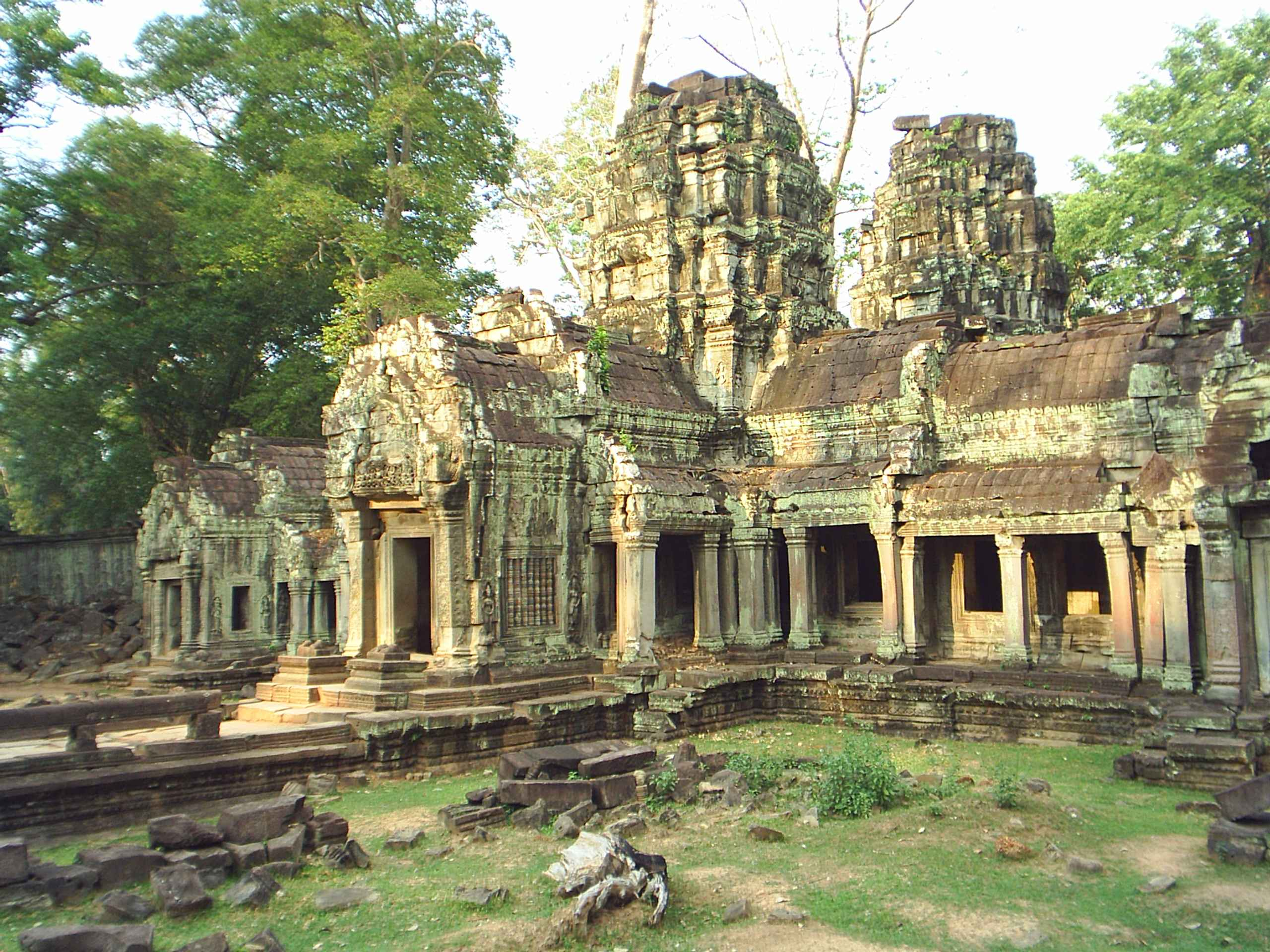
Gopura du Ta Prohm à Angkor, Cambodge
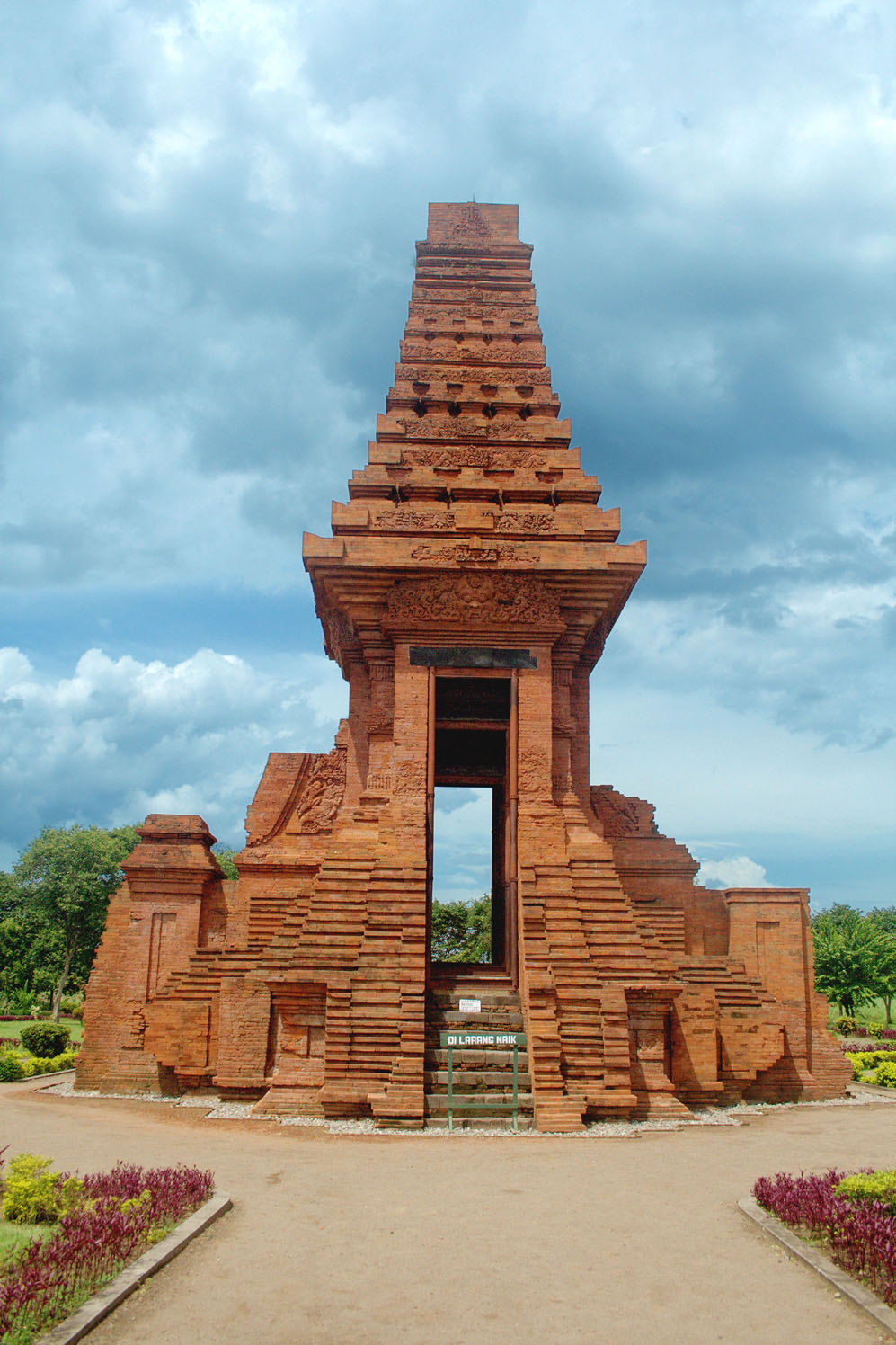
Gopura du Bajang Ratu à Trowulan, Java oriental, Indonésie
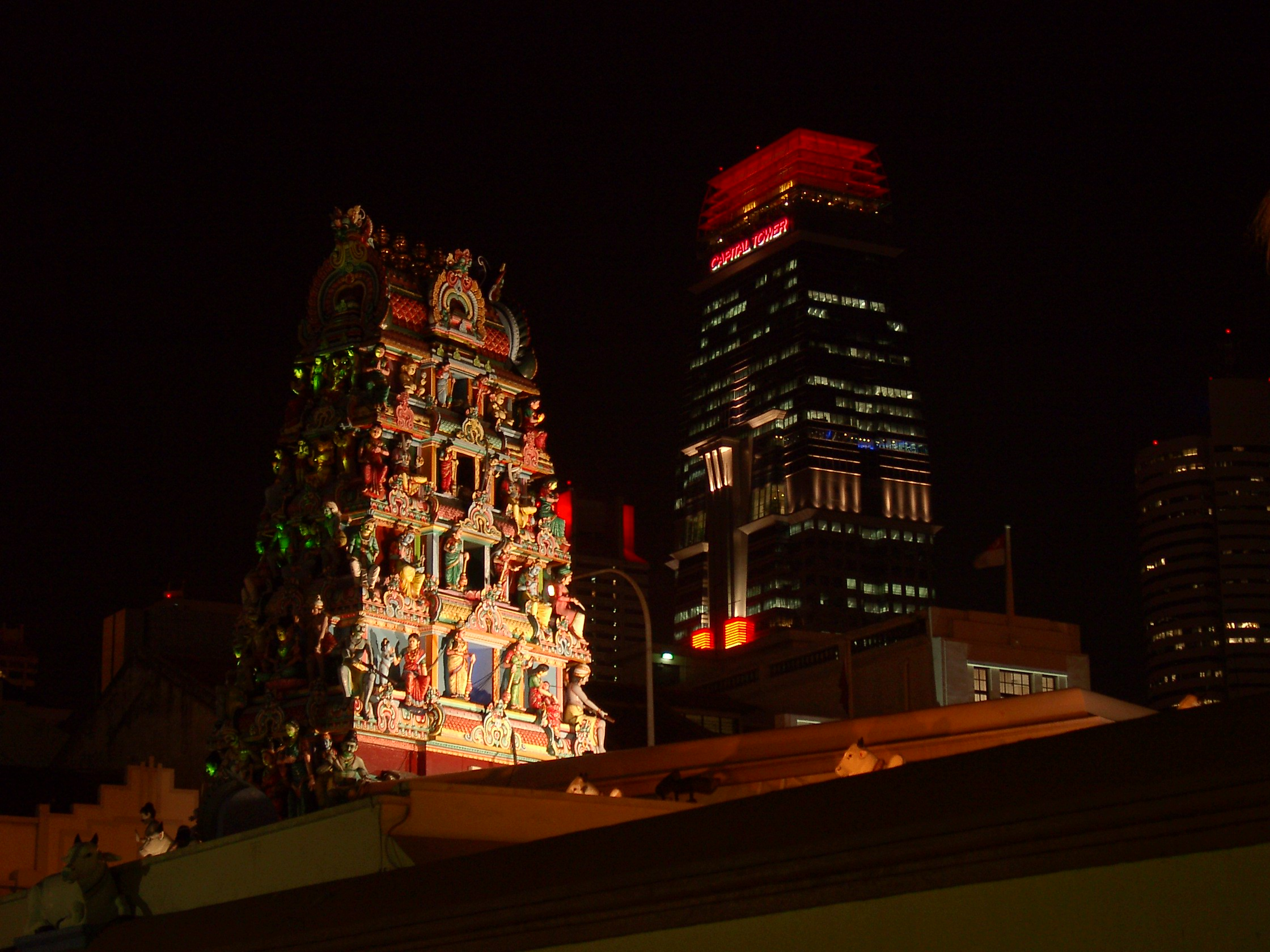
Gopura ancienne et tour moderne à Singapour

## Images

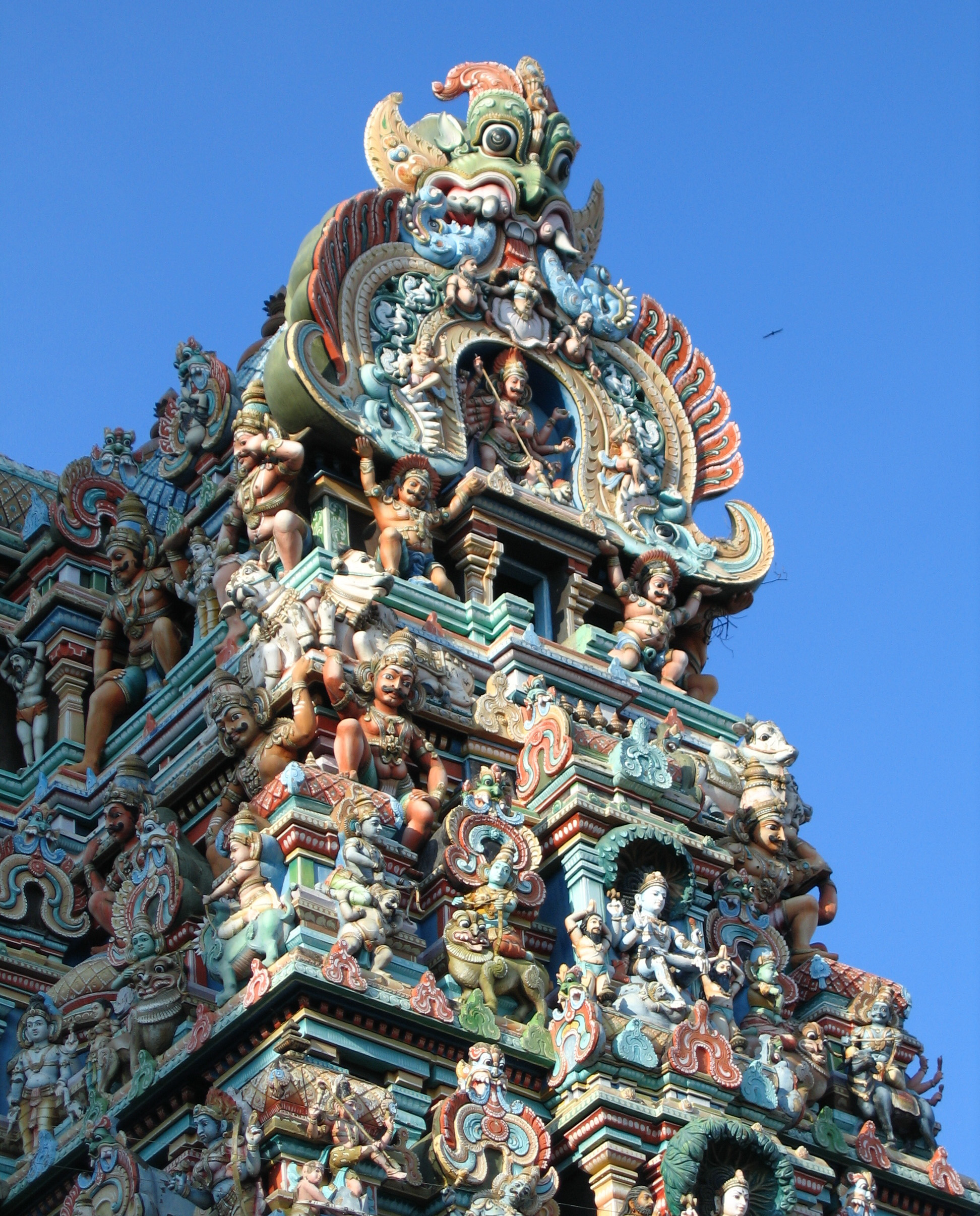
Détail du sommet d'un gopura du temple de Minakshi montrant la prolifération de sculptures
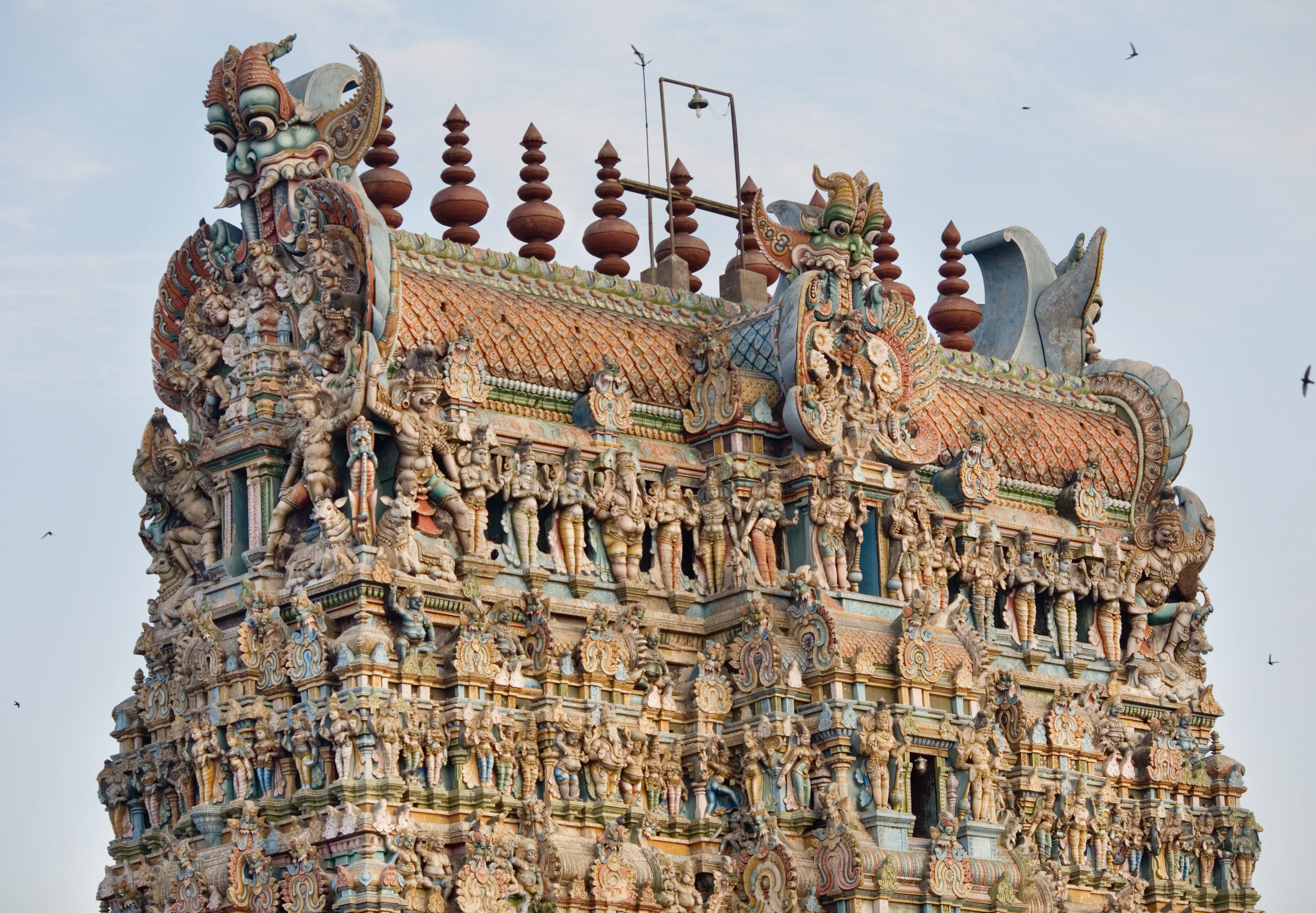
Sommet d'un gopura du temple de Minakshi
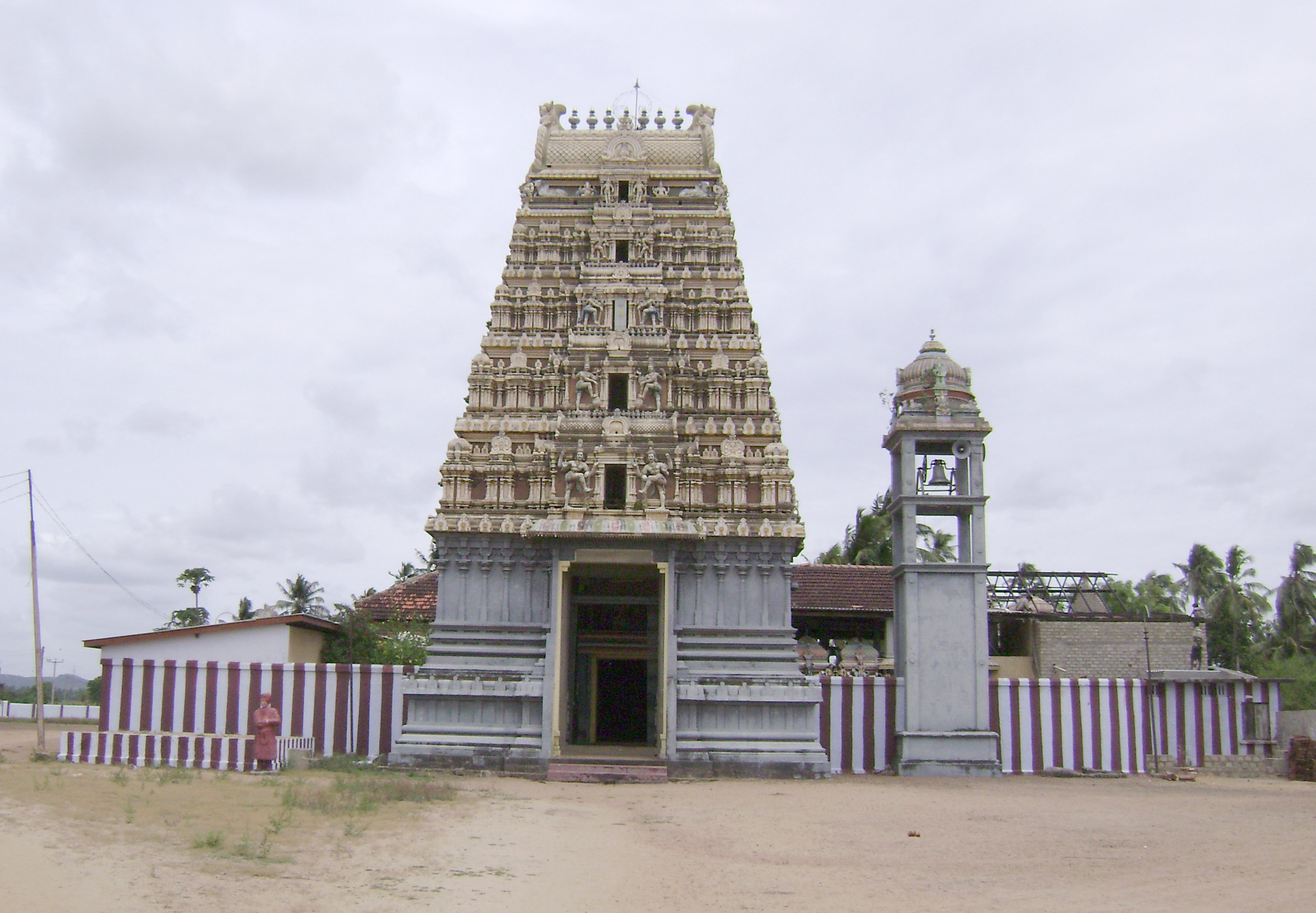
Petit gopura du temple Ati Konanayakar à Trinquemalay
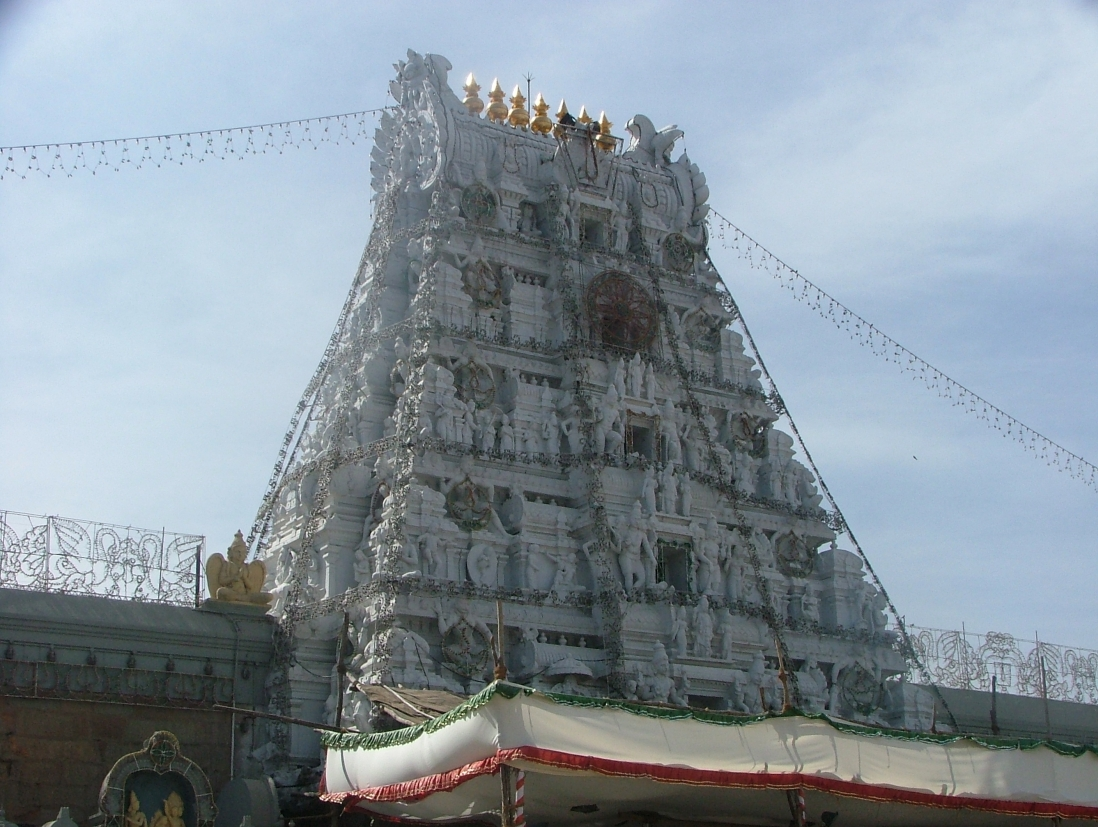
Gopura du temple de Tirumala Venkateswara à Tirupati